# 大東区
大東区（だいとう-く）は中華人民共和国遼寧省瀋陽市に位置する市轄区。瀋陽市の東部に位置する市内最大の区である。

## 行政区画
10街道弁事処を管轄する。
- 街道弁事所：津橋街道、大北街道、万泉街道、文官街道、二台子街道、東站街道、長安街道、東塔街道、上園街道、前進街道

## 交通

### 鉄道
- 瀋陽地下鉄
  - 1号線
  - 4号線
  - 10号線

### 道路
- 高速道路
  -  瀋陽環状高速道路
- 国道
  -  G102国道
  -  G203国道（中国語版）

## 観光
- 九・一八歴史博物館